# أردلانيون
| تاريخ كردي |
| ---------- |
| جوتيوم     |
| مانيون     |
| ميديون     |
| كاردوخيون  |
| هزوانيون   |
| شداديون    |
| حسنويون    |
| عنازيون    |
| مروانيون   |
| أيوبيون    |
| بدليسيون   |
| أردلانيون  |
| بهدينانيون |
| سورانيون   |
| بابانيون   |

الأردلانيون كانوا أصحاب الإمارة الكردية التي عرفت بالإمارة الأردلانية (1169 - 1867) والتي كانت تهيمن على المنطقة التي يقطنها أكراد إيران واكراد العراق في الوقت الحاضر وكانت عاصمتهم مدينة سنندج أو مايسمى سنه عند الأكراد علما إن شهرزور في كردستان العراق. كانت العاصمة القديمة للإمارة ولايزال قبائل الأردلان يعيشون في نفس المنطقة من كردستان العراق وهناك مزاعم من قبل العلماء التأريخ القديم ان الأردلانيين هم من أحفاد صلاح الدين الأيوبي.

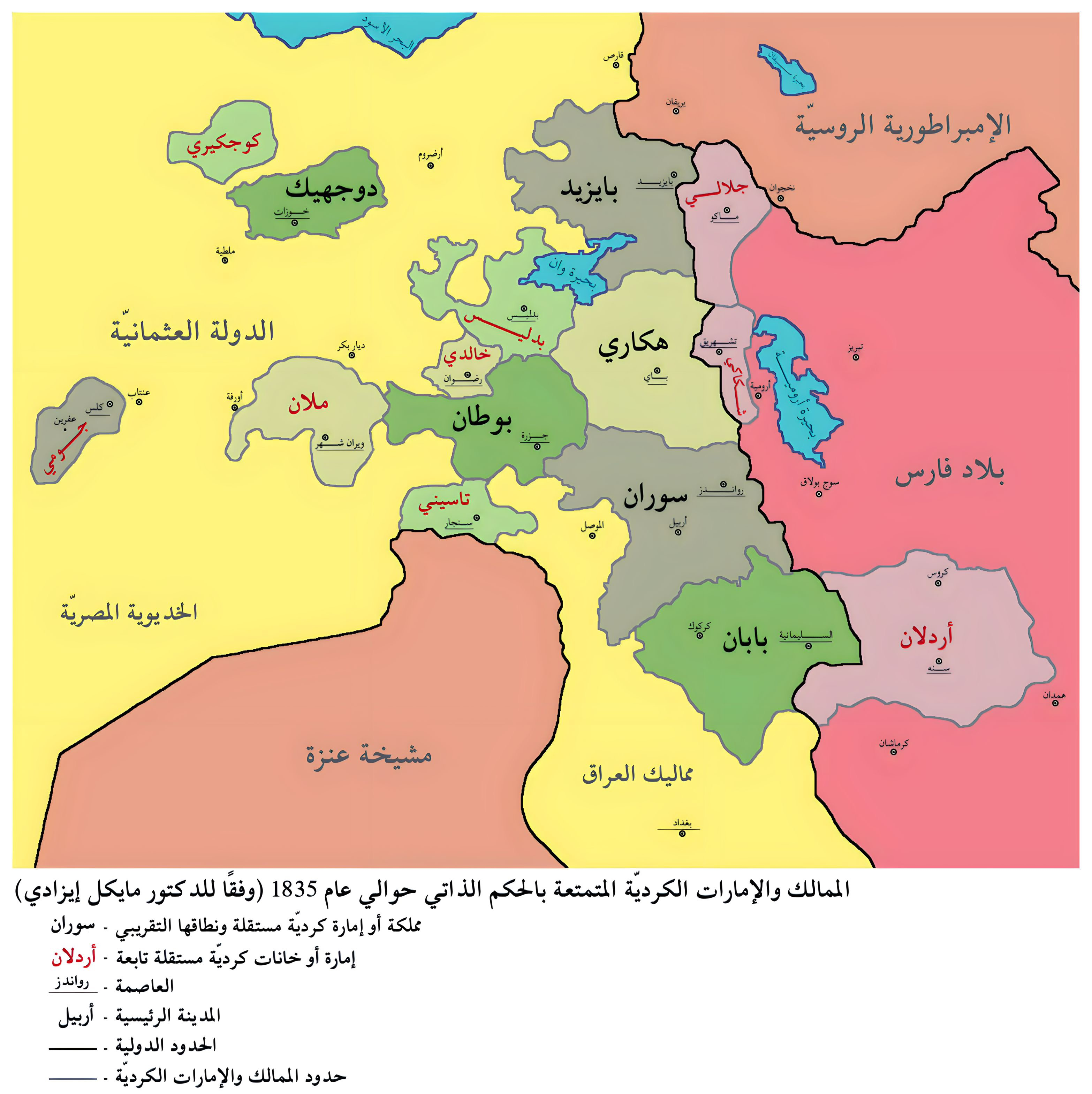
إمارة أردلان في خريطة الممالك والإمارات الكرديّة حوالي عام 1835م.

استنادا إلى كتاب الشرفنامة للمؤرخ شرف الدين البدليسي والذي يعتبر من أهم المصادر في تأريخ الشعب الكردي وتأريخ الإمارات الكردية فإن مؤسس الإمارة كان اسمه باوه أردلان وفي القرن الرابع عشر امتد حدود إمارته إلى مناطق تقع الآن في شمال العراق مثل خانقين وكفري وكركوك بصورة تدريجية فقدت الإمارة استقلاليتها وكان الولاء والتحالف يتراوحان بين الصفوين والعثمانيين ولكن القاجاريون بقيادة ناصر الدين شاه (1848 - 1896) وضعوا نهاية لنفوذ الأردلانيين في عام 1867 